# Bruno Bušić
Ante Bruno Bušić (* 6. Oktober 1939 in Donji Vinjani, zu Imotski, Königreich Jugoslawien; † 16. Oktober 1978 in Paris, Frankreich) war ein jugoslawischer Publizist, politischer Gefangener, Terrorhelfer und Funktionär der kroatischen Exilorganisation Kroatischer Nationalrat (HNV). Er trat für ein unabhängiges Kroatien ein und war einer der prominentesten Gegner Jugoslawiens.

## Leben
Zum Leben Bušićs liegen nahezu keine unabhängigen Quellen vor, die biographischen Angaben beruhen großteils auf eigenen Angaben Bušićs.

### Kindheit und Jugend
Ante Bruno Bušić wurde am 6. Oktober 1939 im Weiler Bušića Draga, Ort Donji Vinjani geboren. Sein Vater Josip Bušić (genannt Jozo) war ein Kroate aus Dalmatien, seine Mutter Ana, geborene Petrić, eine Kroatin aus der Herzegowina. Im Alter von dreieinhalb Jahren verstarb seine Mutter (1943), sodass er danach einige Jahre bei der Großmutter in der Herzegowina verbrachte. Aus der zweiten Ehe des Vaters gingen Bušićs Halbbruder Miro und seine Halbschwester Maja hervor. Sein Vater verstarb 1964.
Die ersten vier Schuljahre verbrachte er in der Schule von Donji Vinjani, danach wechselte er auf die weiterführende Schule in Imotski.

### Publizistische und politische Tätigkeit
Seine ersten literarischen Arbeiten verfasste Bušić im Alter von 14 Jahren, während seiner Schulzeit am Gymnasium. Veröffentlicht wurden die Werke in verschiedenen Zeitschriften, vor allem in der Polet. Alle diese Erzählungen versah er mit der Unterschrift Ante Bušić, Imotski. Am Gymnasium begann er sich mit Mitschülern aus Imotski und Široki Brijeg politisch zu organisieren und im sozialistischen Jugoslawien verbotene Literatur zu lesen. Aufgrund dessen wurde er 1955 erstmals verhaftet.
Im Jahr 1957 wurde er vom Gymnasium verwiesen und erhielt Schulverbot in ganz Jugoslawien: Nach eigenen Angaben wegen seiner kroatisch-nationalen Ansichten und Arbeiten, nach Angaben von Erich Schmidt-Eenboom, weil er in Imotski Kontakt zu illegalen Ustascha-Organisationen gepflegt hatte. Dieses Verbot wurde nach zwei Jahren wieder aufgehoben, so dass Bruno Bušić das Gymnasium 1960 in Split abschließen konnte.
Nach seinem Abitur schrieb er sich noch 1960 an der Universität in Zagreb ein und schloss 1964 dort ein Ökonomie-Studium ab. Ab 1965 arbeitete Bušić in dem von Franjo Tuđman gegründeten Institut für die Geschichte der Arbeiterbewegung Kroatiens. Mitte 1965 wurde Bušić erneut verhaftet und 1966 wegen des Lesens von Veröffentlichungen kroatischer Emigranten und „feindlicher Propaganda“ zu einer zehnmonatigen Haftstrafe verurteilt, daraufhin flüchtete er nach Österreich. 1968 kehrte er nach Kroatien zurück.
Seit einem Artikel in der Republika im Jahr 1967 veröffentlichte er seine Schriften unter dem Namen Bruno Bušić. Während des Kroatischen Frühlings begann Bušić im Jahr 1968 seine Arbeit beim Hrvatski književni list (Kroatischen Literarischen Blatt), das schon 1969 von den jugoslawische Behörden verboten wurde. In dieser Zeitung veröffentlichte er 1969 den Artikel Opfer des Krieges (Žrtve rata), in welchem er angebliche Manipulationen der Opferzahlen des Zweiten Weltkriegs auf dem Gebiet Kroatiens anprangerte. Bis dahin hatte Bušić u. a. Artikel in den Zeitschriften Telegram, Vidnik, Hrvatski tjednik und Kritika veröffentlicht. Als Autor des Hrvatski tjednik (Kroatischen Wochenblatt) veröffentlichte er Beiträge über die seiner Ansicht nach hässliche Realität in Jugoslawien und die Lage der Kroaten unter dem kommunistisch-diktatorischen Regime.
Nach dem Verbot des Hrvatski književni list verließ er 1969 Jugoslawien legal und studierte, mithilfe eines französischen Stipendiums, in Paris weiter Politische Ökonomie und Soziologie.
Mit anderen kroatischen Pilgern nahm er 1970 an der Heiligsprechung des Kroaten Nikola Tavelić in Rom teil. Im April 1971 kehrte er nach Zagreb zurück und stand seitdem unter ständiger polizeilicher Kontrolle. Seine Rückkehr nach Zagreb soll der ehemalige Innenminister der SR Kroatien, Ivan Krajačić, „eingefädelt“ haben, der mit der Idee einer Unabhängigkeit Kroatiens sympathisierte und Kontakte sowohl zum Bundesnachrichtendienst als auch zum sowjetischen Geheimdienst KGB pflegte. Zu dieser Zeit soll Bušić begonnen haben, für den KGB zu arbeiten.
Im Zuge der Studentenunruhen und der staatlichen Reaktionen auf den Kroatischen Frühling wurde Bušić 1971 aufgrund seiner Artikel inhaftiert und zu zwei Jahren Haft im berüchtigten Gefängnis von Stara Gradiška verurteilt. Man warf ihm u. a. vor, bei seinen Artikeln in Studentenzeitungen gegen die „Brüderlichkeit und Einheit der Völker Jugoslawiens“ geschrieben zu haben. 1972 hatte Der Spiegel berichtet, Bušić sei in Jugoslawien verhaftet, in seiner Zelle verstorben und dann seinen Angehörigen in einem verschlossenen Sarg übergeben worden. 1973 wurde er aus der Haft entlassen. Im Jahr 1974 wurde er in Dubrovnik von mehreren Unbekannten überfallen, die ihn in den Nacken schlugen, auf den Boden warfen und mit Fußtritten gegen den Kopf traktierten. Er hielt den Überfall für ein Werk der UDBa, da sein Begleiter, der israelische Student Joseph Levy, nicht behelligt wurde und zwei jugoslawische Polizisten den Überfall beobachteten hatten aber nichts dagegen unternahmen. Daraufhin verließ er 1975 illegal Jugoslawien und ging nach London, wo ihm politisches Asyl gewährt wurde.
Über seine Flucht schrieb er im gleichen Jahr in einem offenen Brief:

„Bleiben wir in Kroatien oder flüchten wir irgendwohin nach Westen, ist die Frage, die sich viele Kroaten stellen. Viele der Flüchtlinge hoffen aber umsonst, daß sie ihre volle menschliche Würde im Ausland, fern vom eigenen Volke, verwirklichen können. […] Nach der Entlassung aus der Haft konnte ich in meiner Heimat nichts mehr tun; überall wohin ich ging, verfolgten mich Beamte des Staatssicherheitsdienstes. […] Nirgendwo in Kroatien konnte ich mit einer Stelle rechnen. Das war auch einer der Gründe, warum ich ins Exil ging. Die Zeit nach der Entlassung habe ich in Büchereien und Archiven verbracht. Ich sammelte die vorhandenen Dokumente über polizeiliche und politische Verfolgung in Kroatien von 1945 – 1966. Ich beabsichtige eine eigenartige Geschichte Kroatiens während dieser Zeit zu schreiben. Ich konnte darüber viel Material während meiner Tätigkeit im Archiv des Zagreber Bundes der Kommunisten sammeln. Mir standen alle Akten und Protokolle von Gerichten aus der genannten Zeit zur Verfügung.“

In London führte er seine Arbeit als Schriftsteller und Redaktionsmitglied der Zeitung Nova Hrvatska (Neues Kroatien) für eine Unabhängigkeit Kroatiens und die Sezession von Jugoslawien fort. Er prangerte dabei u. a. die Unterdrückung der kroatischen Bevölkerung durch Polizei- und Geheimdienstmethoden und die Situation der politischen Gefangenen in Jugoslawien an.
Am 10. September 1976 entführten fünf Terroristen ein US-amerikanisches auf einem Inlandsflug befindliches Passagierflugzeug der TWA nach Frankreich, dabei wurde ein US-amerikanischer Polizist durch eine Bombe getötet. Als Kopf der Terrorgruppe wurde Zvonko Bušić in den USA zu lebenslanger Haft verurteilt. Um das Leben der 92 Flugzeuginsassen zu retten, waren die US-Behörden der Forderung der Entführer nachgekommen, ein von Bruno Bušić verfassten Propagandaflugblatt in Zeitungen abzudrucken. Bruno Bušić war in die Entführungspläne eingeweiht gewesen.
Wie Erich Schmidt-Eenboom berichtet, hatte der Bundesnachrichtendienst seit Mitte der 1970er Jahre „enge Verbindungen“ zu Bruno Bušić, die über den Publizisten und ehemaligen Diplomaten des Unabhängigen Staates Kroatien Ernest Bauer (1910–1995) sowie den BND-Agenten Klaus Dörner liefen. Dörner sowie der damalige BND-Chef Klaus Kinkel hätten Bušić „als einen der kommenden Männer in Kroatien eingeschätzt“.
Bei der Wahl zum zweiten Sabor (deutsch: Parlament) Kroatischen Nationalrats im Jahr 1977 wurde Bušić mit großer Mehrheit gewählt und übernahm die Propaganda der Exilorganisation, wodurch er Herausgeber der Zeitung des Kroatischen Nationalrats wurde. Im Jahr 1978 gründete er zusammen mit Freunden die Zeitung Hrvatski List (Kroatisches Blatt).

### Attentat und Tod
Am späten Abend des 16. Oktober 1978 wurde Bruno Bušić in Paris mit zwei von fünf abgefeuerten Schüssen ermordet. Von seinen Mitstreitern wurde hierfür der jugoslawische Geheimdienst UDBa verantwortlich gemacht. Der Spiegel hingegen sah seinen Tod im Zusammenhang mit dem Streit um möglicherweise von anderen Kroaten veruntreute Gelder, die eigentlich zur Finanzierung bewaffneten Terrors eingetrieben worden waren.
Am 23. Oktober 1978 wurde Bušić unter der Anteilnahme von etwa 1200 Personen, überwiegend Kroaten aus Europa und Übersee, auf dem Friedhof Père-Lachaise in Paris beigesetzt. 1984 gab der übergelaufene hochrangige UDBa-Agent Josip Majerski gegenüber den deutschen Behörden an, er sei vom jugoslawischen Geheimdienst mit der Ermordung Bruno Bušićs beauftragt worden, was er jedoch abgelehnt habe. Der ehemalige hochrangige UDBa-Agent Božidar Spasić bestritt hingegen 1994 in einem Interview eine Beteiligung der UDBa an Bušićs Ermordung; man habe in der UDBa angenommen, dass Rivalitäten zwischen kroatischen Nationalisten zu dessen Ermordung geführt hätten. Erich Schmidt-Eenboom kommentierte dies mit den Worten: „Mit dem Tode von Busic war der Weg für Franjo Tudjman zur Führung der kroatischen Sache geebnet.“

## Nachwirkung
Eine in den 1980er Jahren aktive kroatische Terrororganisation, die unter anderem einen Anschlag auf einen Verlag in Deutschland begangen haben soll, nannte sich Kroatische Revolutionäre Zelle, Abteilung Bruno Bušić.
Nach der Unabhängigkeit Kroatiens 1991 wurden in mehreren kroatischen Städten Straßen und Einrichtungen nach Bušić benannt, unter anderem in Dubrovnik, Split und Zagreb.
Bušićs Geburtshaus erhielt eine große Bronzeplastik mit seinem Konterfei, gestaltet von dem kroatischen Bildhauer Vene Jerković.
Seit 1992 findet zu Bušićs Ehren jedes Jahr unter seinem Namen ein Fußballturnier in seinem Geburtsort Donji Vinjani statt, zu dem z. B. auch Vereine aus Split und Široki Brijeg anreisen.

Ärmelabzeichen der 1. Garde-Brigade „Ante Bruno Bušić“ des HVO mit Bušićs Konterfei.

Im Bosnienkrieg wurde 1992 die erste aus Berufssoldaten bestehende Einheit des Hrvatsko vijeće obrane, der Armee der Kroaten in Bosnien-Herzegowina, nach ihm benannt (ab 1993: 1. gardijska brigada Ante Bruno Bušić).
Eine 1992 eingesetzte Kommission des kroatischen Parlaments veröffentlichte 1999 einen Abschlussbericht und kam zu dem Ergebnis, dass der jugoslawische Geheimdienst UDBa für das Attentat auf Bruno Bušić verantwortlich und die Tat durch hohe Funktionäre des jugoslawischen Staats- und Parteiapparates initiiert worden sei. Die Kommission veröffentlichte in ihrem Abschlussbericht auch die Namen der Tatbeteiligten. Als mutmaßlicher Täter wurde der ehemalige UDBa-Agent Viktor Sindičić angeklagt, welcher von einem Zagreber Gericht freigesprochen wurde, da ihm die Tat nicht nachgewiesen werden konnte. Nach Angaben der Parlamentskommission war Bušić am 16. Oktober 1978 zwischen 23:00 und 23:15 Uhr in der Straße Rue de Belleville 57 in Paris, durch zwei Schüsse ermordet worden. Demnach hatte sein Tod alle Anzeichen für einen Auftragsmord: eine Kugel traf ihn in die rechte Schläfe, die zweite traf ihn ins Herz und zerfetzte die Aorta. Beide Kugeln hatten das Kaliber 7,65. Die französische Polizei soll damals ermittelt haben, dass der UDBa-Agent Josip Petričević mutmaßlich für die Organisation des Mordes in Frage komme.

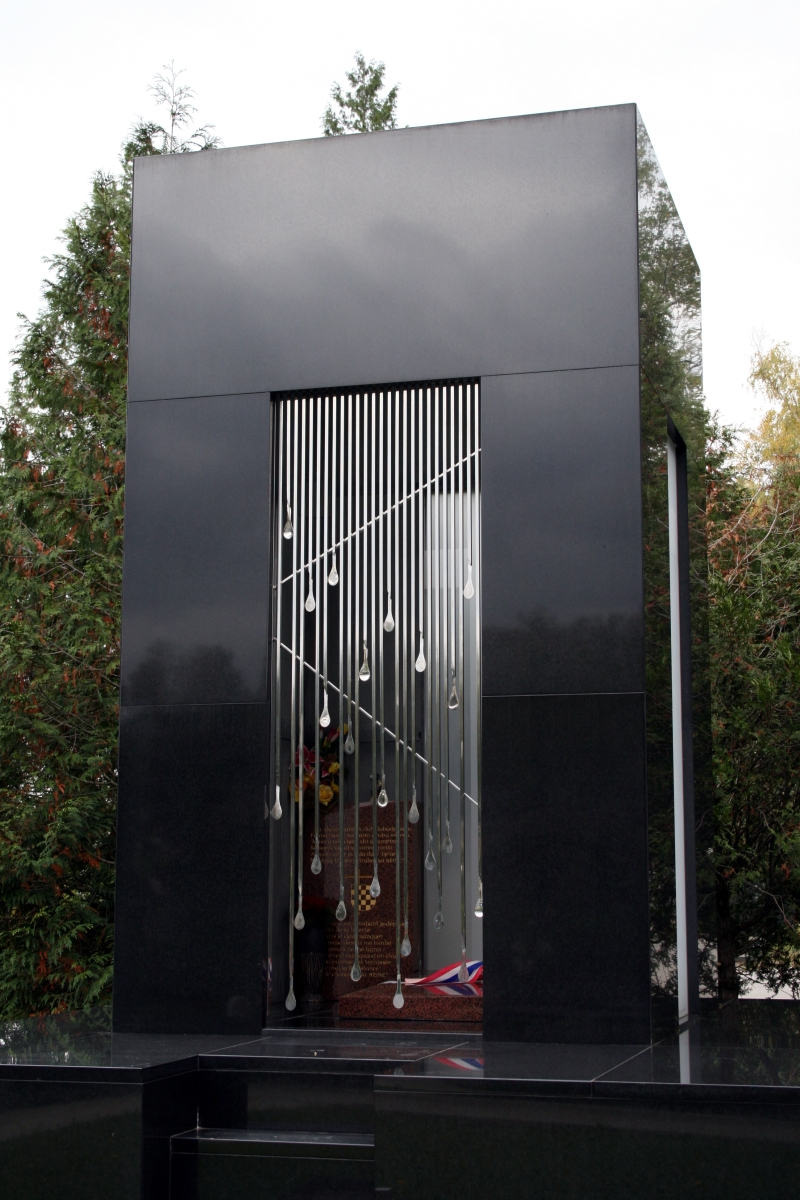
Das Grab von Bruno Bušić auf dem Mirogoj-Friedhof in Zagreb

Bušićs Überreste wurden am 8. Oktober 1999 exhumiert und vor der Überführung nach Kroatien in einer feierlichen Messe von über tausend Menschen in Paris verabschiedet. Nach der Überführung nach Kroatien wurden seine Überreste in einem Staatsbegräbnis öffentlich aufgebahrt und am 16. Oktober 1999, dem 21. Jahrestag seiner Ermordung, in ein Ehrengrab auf dem Mirogoj-Friedhof der kroatischen Hauptstadt Zagreb umgebettet. Die Umbettung in die Nähe der Gräber der Gefallenen des Kroatienkrieges (Aleji branitelja) fand unter militärischen Ehren und großer Anteilnahme der Bevölkerung sowie staatlicher und kirchlicher Würdenträger statt. Sein Grabmal gestaltete die bekannte kroatische Bildhauerin Marija Ujević-Galetović.
Seine gesammelten Werke wurden 1983 posthum in dem Buch Jedino Hrvatska (Einzig Kroatien) veröffentlicht.

## Auszeichnungen (Auswahl)
- Fürst-Domagoj-Orden mit Halsband (1995, posthum)
- Orden des Ante Starčević (1995, posthum)
- Orden des Stjepan Radić (1995, posthum)

## Schriften
Bušić verfasste insgesamt 156 Werke. Davon wurden 146 Werke zwischen 1954 und 1979 in 15 Publikationen veröffentlicht und in 4 Sprachen übersetzt. 10 Werke blieben als Manuskript unveröffentlicht.

### Auswahl
- A report on the prison situation in Croatia [Ein Bericht über die Gefängnissituation in Kroatien]. Croatian Information Service, Arcadia (Ca.) 1975.
- UDBA archipelago: prison terror in Croatia [Der UDBa-Archipel: Gefängnisterror in Kroatien]. Croatian Information Service, Arcadia (Ca.) 1976.
- Ivan Bušić-Roša: hajdučki hamambaša [Ivan Bušić-Roša: der Heiduckenanführer]. Liber Croaticus Verlag, Mainz 1977.
- Hrvatski ustaše i komunisti [Kroatische Ustaschen und Kommunisten]. Washington, D. C. 1979.
- Pjesma Bruni Bušiću [Bruno Bušićs Gedichte]. Liber, Mainz 1979. ISBN 3-88308-013-6.
- Jedino Hrvatska!: Sabrani spisi [Einzig Kroatien! Gesammelte Schriften]. Ziral, Toronto/Zürich/Rom/Chicago 1983.
Nachdruck der Erstausgabe mit Vorwort und Lebensbild von Anđelko Mijatović. 3 Bände. Fram-Ziral, Mostar/Zagreb 2005. ISBN 978-9958-37-039-7.
- Svjedok pomirbe [Zeuge der Versöhnung]. Udruga hrvatskih branitelja dragovoljaca domovinskog rata, Zagreb 1995.

### In deutscher Übersetzung
- Demographische Verluste in Kroatien und Jugoslawien von 1941–1946. In: Gemeinschaft zur Forschung kroatischer Fragen (Hrsg.): Kroatische Berichte. II. Jahrgang, Nr. 2 (6) + 3 (7). Mainz 1977, S. 11–16 bzw. 14–19.
- Das jugoslawische Justizwesen als Instrument der totalitären politischen Gewalt. In: Gemeinschaft zur Forschung kroatischer Fragen (Hrsg.): Kroatische Berichte. II. Jahrgang, Nr. 4–5 (8–9) + 6 (10). Mainz 1977, S. 15–20 bzw. 13–16.
- Terror an Kroaten in der BRD. In: Letak. o. J., S. 1–4.
- Gedichte. Liber, Mainz 1979.